# Malikijski madhab
Malikijski  madhab (arabsko  مالكي‎, Mālikī) je ena od štirih glavnih šol pravoznanstva (fikh) oziroma verske zakonodaje znotraj sunitskega islama.  Ustanovil jo je Malik Ibn Anas v 8. stoletju. Učenje temelji na Koranu in »tistem, kar je prerok Mohamed rekel, naredil ali videl, da je delal nekdo drug, in je s svojim molkom to odobraval« (hadith). Za razliko od drugih islamskih fikhov, se z malikijskim strinjajo prebivalci Medine in ga imajo za veljaven vir islamskega prava.
Pristaši malikijskega madhaba so za pristaši hanifijskega madhaba  druga največja skupina sunitskih muslimanov. Šerijatsko pravo, ki temelji na malikijski doktrini, prevladuje v Severni Afriki (razen v severnem in vzhodnem Egiptu), Zahodni Afriki, Čadu, Sudanu, Kuvajtu, Bahrainu, Dubaju in severovzhodnih delih Saudove Arabije.
V srednjem veku so bili malikijski madhabi ustanovljeni tudi v delih Evrope, ki so bili pod muslimansko oblastjo, zlasti na Iberskem polotoku in v Sicilskem emiratu. V 9.-11. stoletju je bilo veliko zgodovinsko središče malikijskega učenja mošeja Uqba ali Velika mošeja v Kairouanu v Tuniziji.